# Phare avant de New Castle

Le phare avant de New Castle (en anglais : New Castle Range Front Light) est un phare servant de feu d'alignement avant situé sur le fleuve Delaware, près de New Castle dans le Comté de New Castle, Delaware.

## Historique
Les deux feux d'alignement, en bois, ont été construits en 1876 pour marquer le chenal principal après Pea Patch Island (en) et Bulkhead Shoal. Ils tirent leur nom de la ville, un peu au nord-est à 3 km. Le phare avant était une tour indépendante située à 800 mètres du phare arrière. 
En 1964, ce bâtiment a été replacé par une tour métallique à claire-voie et la tour en bois a été démolie cette même année.

## Description
Le phare actuel est une tour métallique à claire-voie de 18 m de haut, portant une balise automatique. Son feu isophase émet, à une hauteur focale de 17 m, une lumière verte d'une seconde par période de 2 secondes, jour et nuit. Sa portée n'est pas connue.

## Caractéristiques dufeu maritime
Fréquence : 2 secondes (R)
- Lumière : 1 seconde
- Obscurité : 1 seconde

Identifiant : ARLHS : USA-546 (original) et USA-1125 (actuel) ; USCG : 2-2730  ; Admiralty : J1301  .

### Lien connexe
- Liste des phares du Delaware